# Willsiscorpio bromsgroviensis
Willsiscorpionidae, Willsiscorpio, Mesophonus bromsgroviensis
Famille
Genre
Espèce
Synonymes
- Mesophonus bromsgroviensis Wills, 1910

Willsiscorpio bromsgroviensis, unique représentant du genre Willsiscorpio et de la famille des Willsiscorpionidae, est une espèce fossile de scorpions.

## Répartition
Cette espèce a été découverte à Bromsgrove en Angleterre. Elle date du Trias.

## Systématique et taxinomie
Cette espèce a été décrite sous le protonyme Mesophonus bromsgroviensis par Wills en 1910. Elle est placée dans le genre Willsiscorpio par Kjellesvig-Waering en 1986.

## Étymologie
Son nom d'espèce, composé de bromsgrov(i) et du suffixe latin -ensis, « qui vit dans, qui habite », lui a été donné en référence au lieu de sa découverte, Bromsgrove.
Ce genre est nommé en l'honneur de Leonard Johnston Wills.

## Publications originales
- (en) Leonard Johnston Wills, « On the fossiliferous Lower Keuper rocks of Worcestershire, with descriptions of some of the animals discovered therein », Proceedings of the Geologists Association, 1910, vol. 21, p. 249–331.
- (en) Erik Norman Kjellesvig-Waering, « A restudy of the fossil Scorpionida of the World », Palaeontographica Americana, 1986, vol. 55, p. 5-287.